# Da Rovere
Da Rovere, pseudonimo di Silvestro Nusca (Rovere, 2 ottobre 1903 – Firenze, 8 gennaio 1987), è stato un paroliere e editore italiano.

## Biografia
Titolare, con Angelina Dondossola e il viareggino Silvio Da Rovere, delle edizioni musicali Da Rovere (da cui lo pseudonimo), scrisse testi di canzoni a partire dagli anni '30.
Partecipò al Festival di Sanremo 1951 con La cicogna distratta, scritta con Aldo Valleroni e con musica di Lino Carrel, cantata dal Duo Fasano.
Collaborò con Fred Buscaglione, per cui scrisse i testi di Bamba e A Rio.
Morì alla fine degli anni '60.
Alla Siae risultano depositate a suo nome 180 canzoni.